# Apocephalus gemursus
Apocephalus gemursus är en tvåvingeart som beskrevs av Brown 1993. Apocephalus gemursus ingår i släktet Apocephalus och familjen puckelflugor.
Artens utbredningsområde är Colorado. Inga underarter finns listade i Catalogue of Life.